# L'Ange exterminateur (film)
Pour les articles homonymes, voir L'Ange exterminateur.
Pour plus de détails, voir Fiche technique et Distribution.
L'Ange exterminateur (El ángel exterminador) est un film mexicain de Luis Buñuel sorti en 1962.

## Synopsis
Lors d'une réception organisée chez un aristocrate mexicain se produit un étrange événement : nul ne semble pouvoir quitter la maison. Tout d'abord le départ de chacun est reporté, sous un prétexte quelconque ; puis, à partir du matin, se manifeste une impossibilité aussi physique que psychique de sortir de la maison, sous l'effet d'une étrange force invisible. Les invités et leurs épouses restent enfermés dans le salon, avec le seul majordome, les autres domestiques ayant tous mystérieusement démissionné, avant le début de ces événements. De même, à l'extérieur, les autorités, la police, les familles se trouvent-elles également incapables de franchir le portail de la propriété. 
Pendant tout l'enfermement, qui dure plusieurs jours, on assiste à la révélation du caractère et de la personnalité des protagonistes. La faim, la soif sont interrompues après quelque temps par le percement d'une canalisation, puis par l'étrange apparition d'animaux vivants, des agneaux dont le sacrifice contribue en même temps à la montée en violence primitive de la situation. Le huis clos absurde, la promiscuité, l'impossibilité de se laver, entraînent une déshumanisation, un effacement des apparences et des conventions sociales, d'ordinaire si soignées. Les tromperies, la cruauté se révèlent, et les dernières heures d'enfermement montrent une tension extrême, une grande violence psychique. La seule solution devient alors de contraindre l'hôte, jugé responsable, au suicide, selon le mécanisme du bouc émissaire. Ce plan funeste échoue de peu grâce à la levée de la malédiction, une des invités ayant l'idée de reproduire un certain moment de la nuit initiale, permettant aux invités de sortir et d'aller à la rencontre des secours qui, de leur côté, n'avaient pas été en mesure de franchir le portail de la maison. 
À la fin, les notables se réunissent dans une église pour une messe d'action de grâce. Mais à l'issue de la cérémonie, le même mécanisme semble recommencer. On voit alors des moutons gravir l'escalier vers le porche de l'église, bien plus nombreux que lors du premier enfermement ; ils entrent dans l'église, et les portes se ferment. À l'extérieur, une émeute éclate. Les cloches du jugement dernier (allusion au titre, tiré de l'Apocalypse) sonnent à toute volée.

## Fiche technique
- Titre : L'Ange exterminateur
- Titre original : El ángel exterminador
- Réalisation : Luis Buñuel
- Scénario : Luis Buñuel et Luis Alcoriza
- Musique : Raúl Lavista, sur des thèmes de Ludwig van Beethoven, Frédéric Chopin, Domenico Scarlatti
- Photographie : Gabriel Figueroa
- Production : Gustavo Alatriste
- Pays d’origine :  Mexique
- Langue originale : espagnol
- Genre : drame surréaliste
- Durée : 93 minutes
- Date de sortie : 1962

## Distribution
- Silvia Pinal : Laetitia
- Enrique Rambal : Edmundo Nobile
- Claudio Brook : Julio
- José Baviera : Leandro Gomez
- Augusto Benedico : le docteur Carlos Conde
- Luis Beristáin : Cristián Ugalde
- Antonio Bravo : Sergio Russell
- Jacqueline Andere : Alicia de Roc
- Rosa Elena Durgel : Silvia
- Lucy Gallardo : Lucía de Nobile
- Ofelia Guilmain : Juana Avila
- Nadia Haro Oliva : Ana Maynor
- Tito Junco : Raúl
- Xavier Loya : Francisco Avila
- Xavier Masse : Eduardo
- Ofelia Montesco : Beatrice
- Patricia Moran : Rita
- Patricia de Morelos : Blanca
- Bertha Moss : Leonora
- César del Campo : le colonel Alvaro

## Postérité du film
- En juillet 1994, le film est sélectionné en 16e position dans la liste établie par la revue Somos des 100 meilleurs films mexicains de tous les temps[1].
- Dans le film Minuit à Paris de Woody Allen (2011), le héros incarné par Owen Wilson rencontre Luis Buñuel (Adrien de Van) et lui suggère le scénario de L'Ange exterminateur[2].
- En 2016, le compositeur britannique Thomas Adès compose son opéra éponyme The Exterminating Angel, adapté du film par lui-même et le metteur en scène Tom Cairns, opéra créé le 28 juillet au festival de Salzbourg. Le livret de l'ouvrage reprend la trame et les personnages de l'œuvre de Buñuel. L'opéra est monté en 2017 au Metropolitan Opera de New York et fait l'objet d'une captation vidéo[3]. Il est repris en février-mars 2024 à l'Opéra national de Paris (Bastille), dans une nouvelle mise en scène due à Calixto Bieito[4].